# II bitwa na Morzu Jawajskim
II bitwa na Morzu Jawajskim – ostatnia bitwa morska stoczona podczas kampanii w Holenderskich Indiach Wschodnich. Odbyła się ona 1 marca 1942 roku na Morzu Jawajskim pomiędzy flotą japońską a aliancką.

## Podłoże
Flota ABDA została pokonana 27 lutego 1942 roku w bitwie na Morzu Jawajskim, co spowodowało rozproszenie okrętów alianckich.
HMS „Perth” i USS „Houston” wycofały się do Tanjung Priok. Od tego portu odpłynęły one dnia 28 lutego, kierując się w stronę Cieśniny Sundajskiej, co skończyło się zatopieniem Pertha i Houstona w Zatoce Banten. Wydarzenie to znane jest jako bitwa w Cieśninie Sundajskiej.
HMS „Exeter”, który został uszkodzony podczas walk, eskortowany przez Hr.Ms. „Witte de With” wycofał się w Surabai. Później dołączył do nich HMS „Encounter” wraz z Hr.Ms. „Kortenaer”. W Surabai stacjonowały również cztery niszczyciele z 58 eskadry niszczycieli (które zostały tego samego dnia wysłane do Fremantle) oraz USS „Pope”, który był naprawiany. Po początkowym serwisie „Exeter” eskortowany przez „Encountera” i „Pope’a” odpłynął na Cejlon w celu dalszych napraw. „Witte de With” nie był w stanie opuścić portu. Przez pozostanie w mieście portowym, okręt został zatopiony 2 marca przez bombardowanie. Pomimo lekkiej naprawy „Exetera” jego prędkość była ograniczona do 24 węzłów.

## Bitwa
O godzinie 4:00 1 marca „Exeter”, „Encounter” i „Pope” kierując się w stronę Cejlonu, napotkały nieprzyjacielskie siły. Okręty alianckie uniknęły jednak walk, zmieniając kurs na północny zachód. Ponowny kontakt z wrogiem został nawiązany o 7:50, znów jednak udało się uniknąć starcia.
O 9:35 z południa zauważono dwa japońskie krążowniki „Nachi” i „Haguro” i dwa niszczyciele „Yamakadze” i „Kawakadze”. By już po raz trzeci ominąć niebezpieczeństwo, konwój aliancki zmienił kurs w drugą stronę. Podczas odwrotu na północnym zachodzie zostały zauważone japońskie ciężkie krążowniki „Ashigara” i „Myōkō” oraz dwa niszczyciele „Inazuma” i „Akebono”. Alianckie okręty zostały poniekąd okrążone przez znacznie bardziej liczną flotę japońską. O 10:20 japońskie okręty zbliżyły się na tyle, że mogły otworzyć ogień do alianckich statków. „Encounter” i „Pope” odpowiedziały ostrzałem, próbując również ataku torpedowego. „Exeter” również dołączył się do ostrzału, sam jednak o 11:20 zostając trafionym. Pocisk trafił w kotłownię i spowodował ograniczenie prędkości okrętu do 4 węzłów. Po uszkodzeniu „Exetera” cztery japońskie krążowniki skupiły się na nim. „Encounter” i „Pope” podjęły decyzję o odwrocie i zaczęły przemykać się pomiędzy japońskimi okrętami. Tymczasem konający „Exeter” został unieruchomiony i zaatakowany przez dwie torpedy wystrzelone z „Inazumy”. Uderzyły one w prawą stronę okrętu, co spowodowało zatonięcie o 11:40. Japońskie krążowniki które już rozprawiły się z „Exeterem”, zwróciły uwagę na uciekające dwa alianckie niszczyciele. „Encounter” został trafiony japońskim pociskiem i około 12:50 zatonął. „Pope” chwilowo wyrwał się z obławy, jednak chwilę po południu, gdy chciał się ukryć przed burzą, został mocno uszkodzony przez samoloty z lotniskowca „Ryūjō”, a następnie dobity przez japońskie krążowniki około godziny 13:50. Bitwa zakończyła się całkowitą klęską sił alianckich.

## Wraki
W lutym 2007 roku udało się odkryć wraki „Exetera” i „Encountera”.